# Ivančani
 Ivančani  falu Horvátországban Zágráb megyében. Közigazgatásilag Farkaševachoz tartozik.

## Fekvése
Zágrábtól 50 km-re keletre, Belovártól 18 km-re, községközpontjától 2 km-re délnyugatra a megye keleti részén fekszik.

## Története
A településnek 1857-ben 171, 1910-ben 393 lakosa volt. Trianonig Belovár-Kőrös vármegye Belovári járásához tartozott. 1993-ig közigazgatásilag Vrbovec község része volt, ekkor az újonnan alakított Farkaševac községhez csatolták. 2001-ben a falunak 204  lakosa volt.

## Lakosság
| Lakosság változása | Lakosság változása | Lakosság változása | Lakosság változása | Lakosság változása | Lakosság változása | Lakosság változása | Lakosság változása | Lakosság változása | Lakosság változása | Lakosság változása | Lakosság változása | Lakosság változása | Lakosság változása | Lakosság változása |  |
| ------------------ | ------------------ | ------------------ | ------------------ | ------------------ | ------------------ | ------------------ | ------------------ | ------------------ | ------------------ | ------------------ | ------------------ | ------------------ | ------------------ | ------------------ |  |
| 1857               | 1869               | 1880               | 1890               | 1900               | 1910               | 1921               | 1931               | 1948               | 1953               | 1961               | 1971               | 1981               | 1991               | 2001               |  |
| 171                | 191                | 181                | 289                | 351                | 393                | 350                | 385                | 324                | 336                | 328                | 287                | 264                | 200                | 204                |  |